# Grace Akon
Grace Akon   (Bor) és una periodista i activista pels drets humans sud-sudanesa.
Columnista setmanal del diari nacional The Dawn i periodista freelance per a mitjans internacionals com la BBC, Akon també ha estat al capdavant del programa “Real Talk with Grace”, dedicat a l'educació de les dones i les denúncies de la violència sexual. Amenaçada de mort per les seves columnes i programes de ràdio crítics amb el poder, Grace Akon s'ha convertit en una destacada activista pels drets humans al seu país Sudan del Sud, independitzat del Sudan l'any 2011.
Quan tenia 14 anys, esclatà la guerra civil al seu país, i a finals de l'any 2013, els combats al centre del Sudan del Sud van arribar fins a la seva ciutat natal, Bor, i milers de persones es van veure obligades a fugir desesperadament. Dies després que Xavier Aldekoa es fes ressò de la seva història a través d'un article a La Vanguardia el 2014, un metge jubilat de Barcelona que va llegir el reportatge es va quedar meravellat per aquella història, i es va oferir anònimament a pagar els estudis d'aquella noia que somiava anar a la universitat. Com que al Sudan del Sud la violència havia tancat les escoles, aleshores la Grace, amb l'ajuda dels estalvis de la família, va travessar sola tot un país en guerra, dormint en autobusos o al carrer i alimentant-se de galetes i cacauets, i es va esmunyir a la frontera de Kenya per trobar una escola on estudiar per anar a estudiar, i la va trobar a Bungoma, a Kenya. Aviat es va convertir en la millor alumna del col·legi. Després d'acabar els estudis bàsics, li quedava set de saber: va anar a la Universitat i es va llicenciar alhora a Periodisme i Administració d'Empreses. Abans d'arribar fins aquí, però encara es veié retinguda per la policia de Kenia, en una de les batudes que duia a terme per expulsar immigrants il·legals. Grace va aconseguir sortir del calabós gràcies al fet que el director del seu col·legi va intercedir al seu favor al·legant motius de salut, després que la noia gairebé es desmaiés a les dependències policials. Els seus germans també van aconseguir sortir més endavant, mentre el pare encara continuà tancat un temps, mentre els demanaven 900 euros entre multa i regularització, una xifra inabastable per a la família. Finalment, van aconseguí deslliurar-se d'aquest greu entrabanc, gràcies a una campanya de crowdfunding per ajudar a la noia, iniciada per Aldekoa.
Akon va fundar la seva pròpia fundació per ajudar noies que, com ella fa uns anys, no tenen accés a l'educació, pagant les despeses escolars o universitàries d'onze noies sud-sudaneses, intentant superar la trentena de becades a final de l'any 2023.